# Józefów (Kurów)
Józefów – część miasta Kurów w Polsce, położona w województwie lubelskim, w powiecie puławskim, w gminie Kurów.
W latach 1975–1998 miejscowość należała administracyjnie do ówczesnego województwa lubelskiego.
Jest położony na południowy zachód od centrum Kurowa przy drodze gminnej Kurów – Klementowice.
W 2020 roku rada gminy Kurów uchwaliła wystąpić do właściwego ministra z wnioskiem o zniesienie urzędowej nazwy osady Józefów. Jak wskazano w uzasadnieniu, miejscowość utraciła dotychczasową funkcję, nie funkcjonuje w obiegu prawnym, ewidencji meldunkowej ani geodezyjnej; grunty należą do obrębu geodezyjnego Kurów. Uchwałę podjęto jednomyślnie (15 głosów za, brak wstrzymujących się i przeciwnych). 1 stycznia 2025 roku Józefów z osady stał się częścią Kurowa.